# Эд и его покойная мамаша
«Эд и его́ поко́йная мама́ша» (англ. Ed And His Dead Mother) — американская чёрная комедия 1993 года выхода.

## В ролях
| Актёр           | Роль                 |
| --------------- | -------------------- |
| Стив Бушему     | Эд Чилтон            |
| Нед Битти       | Дядя Бенни           |
| Мириам Маргулис | мамаша Мейбл Чилтон  |
| Сэм Дженкинс    | девушка Эда          |
| Джон Гловер     | Эй Джей Пэддл        |
| Рэнс Ховард     | преподобный Прэкстон |

## Сюжет
Эд Чилтон унаследовал хозяйственный магазин своей семьи после смерти его любимой матери, Мейбл. Он живёт со своим дядей по материнской линии - Бенни, который, кажется, счастлив, что его надоедливая сестра умерла. Однажды утром к Эду на работу приходит продавец А. Дж. Педдл, который предлагает воскресить мать Эда за 1000 долларов. Эд скептически относится к делу, но Педдл настаивает на том, что это должно быть сделано немедленно, так как она слишком давно умерла, чтобы рисковать дальнейшими задержками. Эд соглашается на сделку, что беспокоит дядю Бенни, который считает, что это неэтичено. Со временем поведение Мейбл становится всё более странным и неприемлемым. Когда она начинает пугать соседей и гоняться за собаками с ножом, Эд вынужден признать, что что-то идёт не так. Он ищет помощи у Педдла, но продавец хочет больше денег. В конце концов Эд соглашается, что так больше идти не может и надо снова умертвить мамашу. Он обезглавливает Мейбл, затем на кладбище голова матери просит поцеловать её на прощание, но это был трюк, чтобы он не успел захоронить её в назначенное время. С отвращением он бросает голову в могилу, наконец освободившись от своей властной матери.